# Dzielnica Muzułmańska w Jerozolimie
Dzielnica muzułmańska (arab. ‏حَـارَة الـمُـسْـلِـمِـيْـن‎) – jedna z czterech dzielnic Starego Miasta Jerozolimy. Jest największym i najludniejszym ze wszystkich kwartałów. Jest usytuowana w północno-wschodniej części Starego Miasta. Ciągnie się od Bramy Lwów na wschodzie, wzdłuż północnego muru Wzgórza Świątynnego do Bramy Damasceńskiej na zachodzie. Graniczy od południa ze Wzgórzem Świątynnym i Dzielnicą Żydowską, a od wschodu z Dzielnicą Chrześcijańską.

## Opis dzielnicy
Dzielnica muzułmańska stanowi gęsto zaludniony labirynt uliczek, na których znajdują się setki hałaśliwych straganów, typowych dla arabskiego Bliskiego Wschodu.
Przez środek dzielnicy przebiega droga Via Dolorosa, którą – jak dziś wierzą chrześcijanie – szedł Jezus Chrystus dźwigając swój krzyż na Golgotę, gdzie został ukrzyżowany.

## Najważniejsze obiekty

### Kościoły
- Bazylika św. Anny – pochodzi z czasów wypraw krzyżowych. Według legendy stoi na miejscu domu rodziców Marii, matki Jezusa Chrystusa[1].
- Kościół Biczowania – położony na początku Via Dolorosa.
- Bazylika Ecce Homo – upamiętniająca miejsce sądu nad Chrystusem.

### Meczety na Wzgórzu Świątynnym
- Kopuła na Skale – zbudowana na miejscu Świątyni jerozolimskiej
- Meczet Al-Aksa

### Inne
- Sadzawka Owcza
- Brama Damasceńska
- Brama Świętego Szczepana